# العلاقات الصينية الأيرلندية
العلاقات الصينية الأيرلندية هي العلاقات الثنائية التي تجمع بين الصين وجمهورية أيرلندا.

## مقارنة بين البلدين
هذه مقارنة عامة ومرجعية للدولتين:
| وجه المقارنة                                              | الصين                    | جمهورية أيرلندا                                       |
| --------------------------------------------------------- | ------------------------ | ----------------------------------------------------- |
| المساحة (كم2)                                             | 9.60 مليون               | 70.27 ألف                                             |
| عدد السكان (نسمة)                                         | 1.33 مليار               | 4.76 مليون                                            |
| الكثافة السكانية (ن./كم²)                                 | 138.54                   | 67.74                                                 |
| العاصمة                                                   | بكين                     | دبلن                                                  |
| اللغة الرسمية                                             | اللغة الصينية القياسية   | اللغة الأيرلندية، لغة إنجليزية، الإنجليزية الأيرلندية |
| العملة                                                    | رنمينبي                  | جنيه أيرلندي، يورو، عملات اليورو الأيرلندية           |
| الناتج المحلي الإجمالي (بليون دولار)                      | 12.24 تريليون            | 333.73 مليار                                          |
| الناتج المحلي الإجمالي (تعادل القوة الشرائية) بليون دولار | 19.82 تريليون            | 318.16 مليار                                          |
| الناتج المحلي الإجمالي الاسمي للفرد دولار أمريكي          | 8.03 ألف                 | 61.13 ألف                                             |
| الناتج المحلي الإجمالي للفرد دولار أمريكي                 | 13.21 ألف                |                                                       |
| مؤشر التنمية البشرية                                      | 0.728                    | 0.916                                                 |
| رمز المكالمات الدولي                                      | +86                      | +353                                                  |
| رمز الإنترنت                                              | .cn، .中国 ‏، .中國 ‏      | .ie                                                   |
| المنطقة الزمنية                                           | توقيت الصين، ت ع م+08:00 | 00، ت ع م+01:00، أوروبا/دبلن ‏                         |

## مدن متوأمة
في ما يلي قائمة باتفاقيات التوأمة بين مدن صينية وأيرلندية:
- ترتبط بكين مع دبلن باتفاقية توأمة منذ 14 مارس 1979.
- ترتبط شانغهاي مع كورك باتفاقية توأمة منذ 1985.[14][14][14][14]

## منظمات دولية مشتركة
يشترك البلدان في عضوية مجموعة من المنظمات الدولية، منها:
| علم المنظمة | اسم المنظمة                               | تاريخ انضمام الصين | تاريخ انضمام جمهورية أيرلندا |
| ----------- | ----------------------------------------- | ------------------ | ---------------------------- |
|             | بنك التنمية الآسيوي                       | 1986               | 2006                         |
|             | وكالة ضمان الاستثمار متعدد الأطراف        | 30 أبريل 1988      | 27 أكتوبر 1989               |
|             | الأمم المتحدة                             | 25 أكتوبر 1971     | 14 ديسمبر 1955               |
|             | الفريق المعني برصد الأرض                  | ?                  | ?                            |
|             | منظمة حظر الأسلحة الكيميائية              | ?                  | ?                            |
|             | منظمة التجارة العالمية                    | 11 ديسمبر 2001     | ?                            |
|             | منظمة الشرطة الجنائية الدولية             | ?                  | ?                            |
|             | مؤسسة التنمية الدولية                     | 24 سبتمبر 1960     | 22 ديسمبر 1960               |
|             | يونسكو                                    | 4 نوفمبر 1946      | 3 أكتوبر 1961                |
|             | الاتحاد البريدي العالمي                   | ?                  | ?                            |
|             | البنك الدولي للإنشاء والتعمير             | 27 ديسمبر 1945     | 8 أغسطس 1957                 |
|             | المنظمة الهيدروغرافية الدولية             | ?                  | ?                            |
|             | الاتحاد الدولي للاتصالات                  | 1 سبتمبر 1920      | 8 ديسمبر 1923                |
|             | مؤسسة التمويل الدولية                     | 15 يناير 1969      | 11 سبتمبر 1958               |
|             | المركز الدولي لتسوية المنازعات الاستشارية | 6 فبراير 1993      | 7 مايو 1981                  |
|             | مجموعة الموردين النوويين                  | ?                  | ?                            |

## وصلات خارجية
- موقع وزارة الخارجية الصينية
- موقع وزارة الخارجية الأيرلندية